# Thomas Smith Webb
Thomas Smith Webb, né le  30 octobre 1771 à Boston et mort le 6 juillet 1819 à Providence est un franc-maçon et auteur américain . Il publie Freemason’s Monitor or Illustrations of Masonry qui a un impact déterminant sur le développement des rites maçonnique aux États-Unis d'Amérique et particulièrement celui du Rite d'York.

## Biographie

### Jeunesse et ouvrage maçonnique
Thomas Smith Webb  est né à Boston et devient à l'âge de seize ans apprenti chez un imprimeur de cette ville. Il est reçu franc-maçon et reçoit les trois degrés de la maçonnerie symbolique au sein de la loge  Rising Sun Lodge. Il quitte Boston et s'installe à New York en 1793 et crée une manufacture de papier de couleur. Le 14 septembre 1797, tel qu'indiqué sur la publication dont il est l’auteur, il publie The Freemason's Monitor, or Illustrations of Masonry. Ce petit volume en deux parties diffuse une partie des « degrés ineffables de la maçonnerie » ainsi que plusieurs chansons maçonniques écrites pas lui-même. La réédition multiple de cet ouvrage, qui est progressivement élargie de 1802 à 1818, continue après sa mort en 1819.

### Création de grands chapitres
Thomas Smith Webb  préside une convention à Boston en octobre 1797, pour la formation du Grand Chapitre général des maçons de l'Arche royale à Providence. En janvier 1799, il présente en tant que président d'un convent, une constitution qui est adoptée. La formation du grand chapitre des États-Unis est le résultat de son travail maçonnique. Le projet original de constitution, avec tous les changements, les ajouts et les interlignes rédigés de sa propre main, font partie des archives de la Commanderie de Saint Jean de Rhode Island. En 1799, il déménage avec sa famille à Providence, où il passe la plus grande partie de ses dernières années de vie.